# Uloborus crucifaciens
Uloborus crucifaciens är en spindelart som beskrevs av Richard Hingston 1927. Uloborus crucifaciens ingår i släktet Uloborus och familjen krusnätsspindlar.
Artens utbredningsområde är Myanmar. Inga underarter finns listade i Catalogue of Life.